# Akasha Urhobo
Akasha Urhobo (* 19. Januar 2007) ist eine US-amerikanische Tennisspielerin.

## Karriere
Akasha Urhobo begann im Alter von zwei Jahren mit dem Tennis. Bereits im Alter von fünf Jahren gewann sie ihr erstes Turnier Anfang März 2022 spielte sie in Naples (Florida) ihr erstes Profiturnier auf der ITF Women’s World Tennis Tour, bei dem sie bis ins Viertelfinale kam. Für ihr erstes WTA-Turnier, dem Tennis in the Land 2022, erhielt sie eine Wildcard für die Qualifikation, wo sie in der ersten Runde auf Laura Siegemund traf.

## Turniersiege

### Einzel
| Nr. | Datum        | Turnier     | Kategorie | Belag | Finalgegnerin | Ergebnis |
| --- | ------------ | ----------- | --------- | ----- | ------------- | -------- |
| 1.  | 12. Mai 2024 | Zephyrhills | ITF W75   | Sand  | Iva Jovic     | 6:3, 6:1 |

### Doppel
| Nr. | Datum          | Turnier    | Kategorie | Belag | Partnerin       | Finalgegnerinnen             | Ergebnis          |
| --- | -------------- | ---------- | --------- | ----- | --------------- | ---------------------------- | ----------------- |
| 1.  | 12. April 2025 | Boca Raton | ITF W35   | Sand  | Rasheeda McAdoo | Victoria Osuigwe Alana Smith | 5:7, 7:63, [10:7] |